# مانکورا
مانکورا (انگلیسی: Máncora) یک فیلم درام به کارگردانی ریکاردو دو مونتروئیل است که در سال ۲۰۰۸ منتشر شد. از بازیگران این فیلم می‌توان به السا پاتاکی و انریکه مورچیانو اشاره کرد.